# Scottish League Cup 1980/81
Der Scottish League Cup wurde 1980/81 zum 35. Mal ausgespielt. Der schottische Ligapokal, der unter den Teilnehmern der Scottish Football League ausgetragen wurde, begann am 13. August 1980 und endete mit dem Finale am 6. Dezember 1980 im Dens Park von Dundee. Offiziell wurde der Pokalwettbewerb als Bell’s Scottish League Cup ausgetragen. Den Titel aus dem Vorjahr konnte Dundee United durch einen 3:0-Finalsieg über den Stadtrivalen FC Dundee im Dundee Derby erfolgreich verteidigen.

## 1. Runde
Ausgetragen wurden die Hinspiele am 13. August, die Rückspiele am 19. und 20. August 1980.
|                  | Gesamt |                       | Hinspiel | Rückspiel |
| ---------------- | ------ | --------------------- | -------- | --------- |
| Ayr United       | 3:2    | Greenock Morton       | 1:2      | 2:0       |
| FC East Fife     | 2:9    | Dundee United         | 2:5      | 0:4       |
| FC Kilmarnock    | 2:0    | Airdrieonians FC      | 1:0      | 1:0       |
| FC Queen’s Park  | 5:0    | FC East Stirlingshire | 1:0      | 4:0       |
| Raith Rovers     | 5:2    | FC Falkirk            | 3:2      | 2:0       |
| FC St. Johnstone | 0:2    | FC Clydebank          | 0:2      | 0:0       |

## 2. Runde
Ausgetragen wurden die Hinspiele am 26. und 27. August, die Rückspiele am 30. August 1980.
|                     | Gesamt |                      | Hinspiel | Rückspiel |
| ------------------- | ------ | -------------------- | -------- | --------- |
| Albion Rovers       | 1:7    | FC St. Mirren        | 1:2      | 0:5       |
| FC Dundee           | 5:0    | FC Arbroath          | 2:0      | 3:0       |
| FC Aberdeen         | 12:1   | Berwick Rangers      | 8:1      | 4:0       |
| Alloa Athletic      | 1:3    | Hibernian Edinburgh  | 0:2      | 1:1       |
| Brechin City        | 1:2    | FC Clyde             | 0:0      | 1:2       |
| FC Dumbarton        | 1:2    | Raith Rovers         | 0:1      | 1:1 n. V. |
| Dundee United       | 8:1    | FC Cowdenbeath       | 4:0      | 4:1       |
| Forfar Athletic     | 1:5    | Glasgow Rangers      | 0:2      | 1:3       |
| Hamilton Academical | 7:1    | FC Stranraer         | 5:1      | 2:0       |
| Heart of Midlothian | 5:2    | FC Montrose          | 2:1      | 3:1       |
| FC Kilmarnock       | 2:1    | Dunfermline Athletic | 0:0      | 2:1       |
| FC Livingston       | 2:4    | FC Clydebank         | 1:2      | 1:2       |
| Partick Thistle     | 4:2    | FC Queen’s Park      | 3:1      | 1:1       |
| Queen of the South  | 1:3    | Ayr United           | 1:2      | 0:1       |
| FC Stenhousemuir    | 1:6    | Motherwell           | 0:0      | 1:6       |
| Stirling Albion     | 2:6    | Celtic Glasgow       | 1:0      | 1:6 n. V. |

## Achtelfinale
Ausgetragen wurden die Hinspiele am 3. und 22. September, die Rückspiele am 24. September 1980.
|                     | Gesamt          |                     | Hinspiel | Rückspiel |
| ------------------- | --------------- | ------------------- | -------- | --------- |
| FC Clyde            | 1:4             | Hibernian Edinburgh | 0:2      | 1:2       |
| FC Dundee           | 0:0 (5:3 i. E.) | FC Kilmarnock       | 0:0      | 0:0 n. V. |
| Heart of Midlothian | 2:7             | Ayr United          | 2:3      | 0:4       |
| FC Motherwell       | 4:5             | Dundee United       | 2:1      | 2:4       |
| Partick Thistle     | 2:0             | FC St. Mirren       | 2:0      | 0:0       |
| Raith Rovers        | 0:2             | FC Clydebank        | 0:1      | 0:1       |
| Glasgow Rangers     | 2:3             | FC Aberdeen         | 1:0      | 1:3       |
| Hamilton Academical | 2:7             | Celtic Glasgow      | 1:3      | 1:4       |

## Viertelfinale
Ausgetragen wurden die Hinspiele am 8. und 20. Oktober, die Rückspiele am 22. und 29. Oktober 1980.
|                 | Gesamt |                     | Hinspiel | Rückspiel |
| --------------- | ------ | ------------------- | -------- | --------- |
| Ayr United      | 4:2    | Hibernian Edinburgh | 2:2      | 2:0 n. V. |
| FC Clydebank    | 3:5    | Dundee United       | 2:1      | 1:4       |
| FC Dundee       | 1:0    | FC Aberdeen         | 0:0      | 1:0       |
| Partick Thistle | 1:3    | Celtic Glasgow      | 0:1      | 1:2 n. V. |

## Halbfinale
Ausgetragen wurden die Hinspiele am 5. und 12. November, die Rückspiele am 19. November 1980.
|               | Gesamt |                | Hinspiel | Rückspiel |
| ------------- | ------ | -------------- | -------- | --------- |
| Ayr United    | 2:4    | FC Dundee      | 1:1      | 2:3       |
| Dundee United | 4:1    | Celtic Glasgow | 1:1      | 3:0       |

## Finale
| Dundee United                          | Dundee United | FC Dundee | FC Dundee |
| -------------------------------------- | --- | --- | --------- |
| Dundee United                          | \| 6. Dezember 1980 in Dundee (Dens Park) \| \| Ergebnis: 3:0 (1:0) \| \| Zuschauer: 24.466 \| \| Schiedsrichter: Bob Valentine \| \| Spielbericht \|                                  | \| 6. Dezember 1980 in Dundee (Dens Park) \| \| Ergebnis: 3:0 (1:0) \| \| Zuschauer: 24.466 \| \| Schiedsrichter: Bob Valentine \| \| Spielbericht \|                                                                              | FC Dundee |
| Dundee United                          | Hamish McAlpine – John Holt, Frank Kopel, Paul Hegarty, David Narey – Iain Phillip, Eamonn Bannon, Graeme Payne – Willie Pettigrew, Paul Sturrock, Davie Dodds Cheftrainer: Jim McLean | Bobby Geddes – Les Barr, Erich Schaedler, Cammy Fraser, Bobby Glennie, George McGeachie – Peter Mackie, Ray Stephen, Billy Williamson (??. Jim Shirra) – Andy Geddes (??. Brian Scrimgeour), Eric Sinclair Cheftrainer: Don Mackay | FC Dundee |
| Dundee United                          | 1:0 Davie Dodds (45.) 2:0 Paul Sturrock (60.) 3:0 Paul Sturrock (82.) | | FC Dundee |
| 6. Dezember 1980 in Dundee (Dens Park) | | |           |
| Ergebnis: 3:0 (1:0)                    | | |           |
| Zuschauer: 24.466                      | | |           |
| Schiedsrichter: Bob Valentine          | | |           |
| Spielbericht                           | | |           |